# Lehmann-Groß-Bahn
A Lehmann-Groß-Bahn (LGB), foi uma fábrica alemã de brinquedos de um tipo de ferromodelismo, com modelos à prova d'água para uso a céu aberto na IIm (mais tarde na escala G).

## Características
A Lehmann-Groß-Bahn usava em seus modelos, uma bitola de trilhos de 45 mm na escala 1:22,5 (na verdade, dependendo do modelo, entre 1:16 e 1:29). 

## Histórico

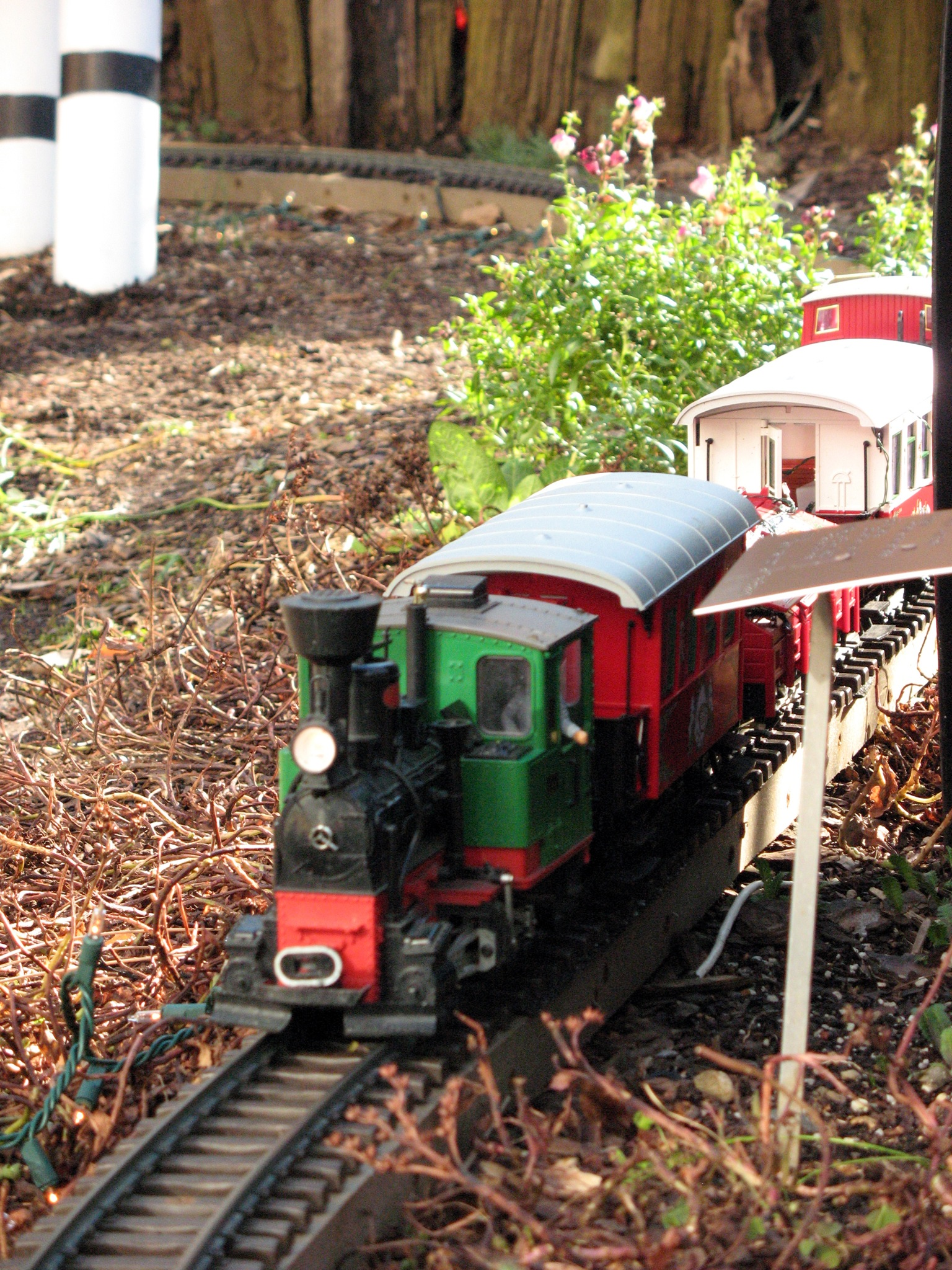
Um modelo típico de trem de jardim
fabricado pela LGB.

A fábrica teve início em 1881 com o nome Ernst Paul Lehmann Patentwerk, uma fábrica de brinquedos de estanho, fundada por Ernst Paul Lehmann e Jean Eicher, com sede em Brandemburgo no Havel. O estilo inovador e bem-humorado dos seus brinquedos fez sucesso. Depois da morte de Ernst Paul Lehmann em 1934, sua prima Johannes Richter assumiu a gerência. 
Durante o Terceiro Reich, a empresa foi praticamente desativada, mantendo apenas um pequena produção de brinquedos. Depois da ocupação soviética, sob o pretexto de "crimes de guerra" a fábrica de Johannes Richter foi desapropriada em 1948. Em 1950, a família se mudou para Nuremberg em busca de novas oportunidades. 
Em 1959, uma nova fábrica chamada Lehmann GroßBahn (LGB) foi criada, agora fabricando brinquedos de plástico. Sua linha de trens em miniatura, foi apresentada ao público na Feira de brinquedos de Nurenberg de 1968. Desde 1987 a LGB está presente nos Estados Unidos através de um representante, e em 2006, uma fábrica local foi inaugurada, a LGB of America (LGBoA).
Em abril de 2006, a subsidiária nos Estados Unidos foi vendida e em 18 de setembro de 2006, a então Ernst Paul Lehmann Patentwerk OHG declarou falência. No início de 2007, Hermann Schöntag proprietário da ferrovia Rügensche Bäderbahn comprou a companhia, criando a E. P. Lehmann GmbH & Co KG.
Essa negociação, no entanto, não prosperou. O financiamento necessário para a recuperação da empresa não foi obtido, e ela acabou sendo vendida para a Märklin em 26 de julho de 2007.
A Märklin por sua vez, a partir de 2008, passou a comercializar os produtos remanescentes da linha Lehmann usando a marca: LGB Witschelstraße.